# عبدالحمید اشراق
عبدالحمید اشراق (زادهٔ ۱۹۳۱م/ ۱۳۰۹ش شیراز، درگذشته در دسامبر ۲۰۱۵م/آذرماه ۱۳۹۵ش) معمار و ژورنالیست معماری اهل ایران بود. او پس از دانش‌آموختگی از دانشسرای عالی ملی هنرهای زیبای پاریس (School of Beaux Arts of Paris) در ۱۹۶۵ بین ۱۹۶۷ تا ۱۹۷۹ استاد معماری دانشگاه تهران بود.

## زندگی‌نامه
عبدالحمید اشراق در سال ۱۳۰۹ خورشیدی در شیراز متولد شد. او در دوران دبیرستان در دبیرستان ابن سینا به مدیریت فضل‌الله شرقی مشغول بوده و بعد در سال‌های ۱۳۲۰ و ۲۱ به تهران نقل مکان می‌کند. در این سال‌ها در دو دبیرستان رهنما و دبیرستان البرز تحصیل کرده‌است. بعد به دانشکدهٔ معماری تهران می‌رود و در سال ۱۳۳۷ از پایان‌نامهٔ خود با عنوان «راه‌آهن بین‌المللی برای تهران» دفاع می‌کند. در سال ۱۳۳۹ به فرانسه سفر می‌کند و در سال ۱۳۴۴ دیپلم خود را با موضوع «سکنی‌دادن چادرنشینان ایران» از بوزار فرانسه اخذ می‌کند.
اشراق چندین سال سردبیر ماهنامه موزیک ایران و مجله فارسی-فرانسوی هنر و معماری (۱۹۶۷–۱۹۷۹). او ۱۵ جلد اثر از نقشه شهرهای ایران را به فارسی و انگلیسی منتشر کرده‌است. اشراق اولین مؤسسه ایرانی کارتوگرافی را بنیان نهاد. وی از نخستین مؤسسان و دبیرکل مؤسسه معماران ایران بود. اشراق در پاریس می‌زید و رئیس سه انجمن فرهنگی است. او از سال ۲۰۰۱ به عضویت هیئت امنای دانشنامه ایرانیکا درآمد.